# Mitra fultoni
Mitra fultoni är en snäckart som beskrevs av E. A. Smith 1892. Mitra fultoni ingår i släktet Mitra och familjen Mitridae. Inga underarter finns listade i Catalogue of Life.